# اچ‌ام‌اس پگاسوس (۱۷۷۹)
اچ‌ام‌اس پگاسوس (۱۷۷۹) (به انگلیسی: HMS Pegasus (1779)) یک کشتی بود که طول آن ۱۲۰ فوت ۶ اینچ (۳۶٫۷ متر) (overall) بود. این کشتی در سال ۱۷۷۹ ساخته شد.